# Dansby Swanson
James Dansby Swanson (Kennesaw, 11 febbraio 1994) è un giocatore di baseball statunitense, interbase per gli Atlanta Braves della Major League Baseball.

## Carriera
Swanson frequentò la Marietta High School nella natia Georgia, e dopo aver ottenuto il diploma venne selezionato nel 38º turno del draft MLB 2012. Scelse di non firmare e si iscrisse alla Vanderbilt University di Nashville, Tennessee. Venne nuovamente selezionato durante il draft 2015, come prima scelta assoluta dagli Arizona Diamondbacks, che lo assegnarono in classe A-breve. Il 9 dicembre, i Diamondbacks scambiarono Swanson, assieme ad Aaron Blair e Ender Inciarte, con gli Atlanta Braves per Shelby Miller e il giocatore di minor league Gabe Speier.
Iniziò la stagione 2016 nella classe A-avanzata, per passare poi il 30 aprile nella Doppia-A, categoria in cui giocò per gran parte della stagione.
Swanson debuttò nella MLB il 17 agosto 2016, al Turner Field di Atlanta contro i Minnesota Twins, battendo la sua prima valida. Il suo primo fuoricampo fu un inside-the-park home run, battuto contro i Washington Nationals il 6 settembre. Concluse la sua stagione d'esordio nella MLB con 38 partite disputate, a fronte delle 105 giocate nella MiLB.
Il 26 settembre 2018 si infortunò durante un turno di battuta contro il lanciatore dei New York Mets Noah Syndergaard, terminando prematuramente la stagione.

## Palmares

### Club
- World Series: 1

Atlanta Braves: 2021